# Yvonne Buter
Yvonne Buter, född den 18 mars 1959 i Schiedam, Nederländerna, är en nederländsk landhockeyspelare.
Hon tog OS-brons i damernas landhockeyturnering i samband med de olympiska landhockeytävlingarna 1988 i Seoul.